# Teatro Rosalía de Castro (Caracas)
El Teatro Rosalía de Castro es una institución cultural de Caracas (Venezuela). Pertenece a la Hermandad Gallega de la ciudad de Caracas, Venezuela. que alberga al grupo de teatro del mismo nombre y se construye entre los años 1991 y 1992, dotándolo con 742 butacas y modernos equipos técnicos, sirve también hoy día de sala de cine. 

## Grupo de teatro asociado
Fundado el Grupo de teatro en la década de los 70 por Julio Alcázar y bautizado en honor a la poetisa y dramaturga Rosalía de Castro, producto del ánimo y decisión de un grupo de personas amantes de las artes escénicas. 
Convocó antiguos componentes del Grupo de teatro Valle Inclán que habían iniciado representando el teatro gallego, en un improvisado escenario al aire libre, con la famosa obra de Pérez Luján “La Casa de la Troya” y su primer director Pascual Estrada. Le sigue Loida Molina, quien consigue un solo estreno "La Molinera de Arcos" de Alejandro Casona y finalmente Julio  Magdalena con dos montajes de Casona y Arthur Millar.  
Es Julio Alcázar quien conforma finalmente el Grupo Rosalia de Castro y junto a Manuel Calzada, director de gran trayectoria el grupo llega a realizar 68 montajes, adquiriendo gran prestigio. Manuel Calzada permaneció en el grupo hasta su muerte acaecida en 1988, luego de lo cual pasaron por el grupo varios directores, entre los que se destacaron Alfonso López, José Luis Arceo, Luis Santiago y Domingo Velásquez. 
En el año 2000 asumió la dirección María Brito y desde el 2002 Luis Domingo González, profesional  reconocido a nivel nacional e internacional, iniciando con el montaje "A media Luz Los Tres" de Miguel Mihura, seguida de la obra "...O el  Olvido" de Ricardo Grasso y "Volvió una Noche" de Eduardo Rovner.  
El director luego escribió y dirigió la obra "Rosalía", inspirada en la vida y obra de Rosalía de Castro, poetisa y novelista gallega, pieza ganadora del XII Festival de Teatro Interclubes y obtuvo a su vez varias nominaciones y premios entre los que se destacan Mejor Actriz,  Mejor Dirección, Mejor Musicalización, mención por Dramaturgia Original y Mejor Espectáculo otorgado por el público.  
Igualmente se llevó a escena "El  Matrimonio de Bette y Boo" de Christopher Durang, que dio inicio a la  XII edición del Festival de Teatro Interclubes, y el primero organizado por la  Hermandad Gallega, participando también en el XIV Festival de Teatro Interclubes con la obra "Margaritas para los Cerdos" obteniendo la nominación de Iluminación. Actualmente la dirección corre a cargo de Mailyn Peña.